# Nolan Ryan
Pour les articles homonymes, voir Ryan.
Lynn Nolan Ryan, né le 31 janvier 1947 à Refugio, Texas, est un joueur américain de baseball qui a évolué comme lanceur partant en Ligues majeures de 1966 à 1993. En 27 ans de carrière dans les  majeures, il a enregistré 5 714 retraits sur des prises. Le meilleur total par un autre lanceur est 4 875 par Randy Johnson. Huit fois sélectionné au match des étoiles (1972, 1973, 1975, 1977, 1979, 1981, 1985 et 1989), vainqueur des Séries mondiales en 1969 avec les Mets de New York, Ryan est élu au Temple de la renommée du baseball en 1999 et fait partie de l'Équipe du siècle. Il est le meneur incontesté des matchs sans coup sûr avec 7 au cours de sa carrière, le dernier réussi à l'âge de 44 ans.
Nolan Ryan est président des Rangers du Texas à partir de 2008 et chef de la direction de 2011 à 2013, jusqu'à sa retraite. Il est aussi copropriétaire de la franchise depuis 2010.

## Carrière

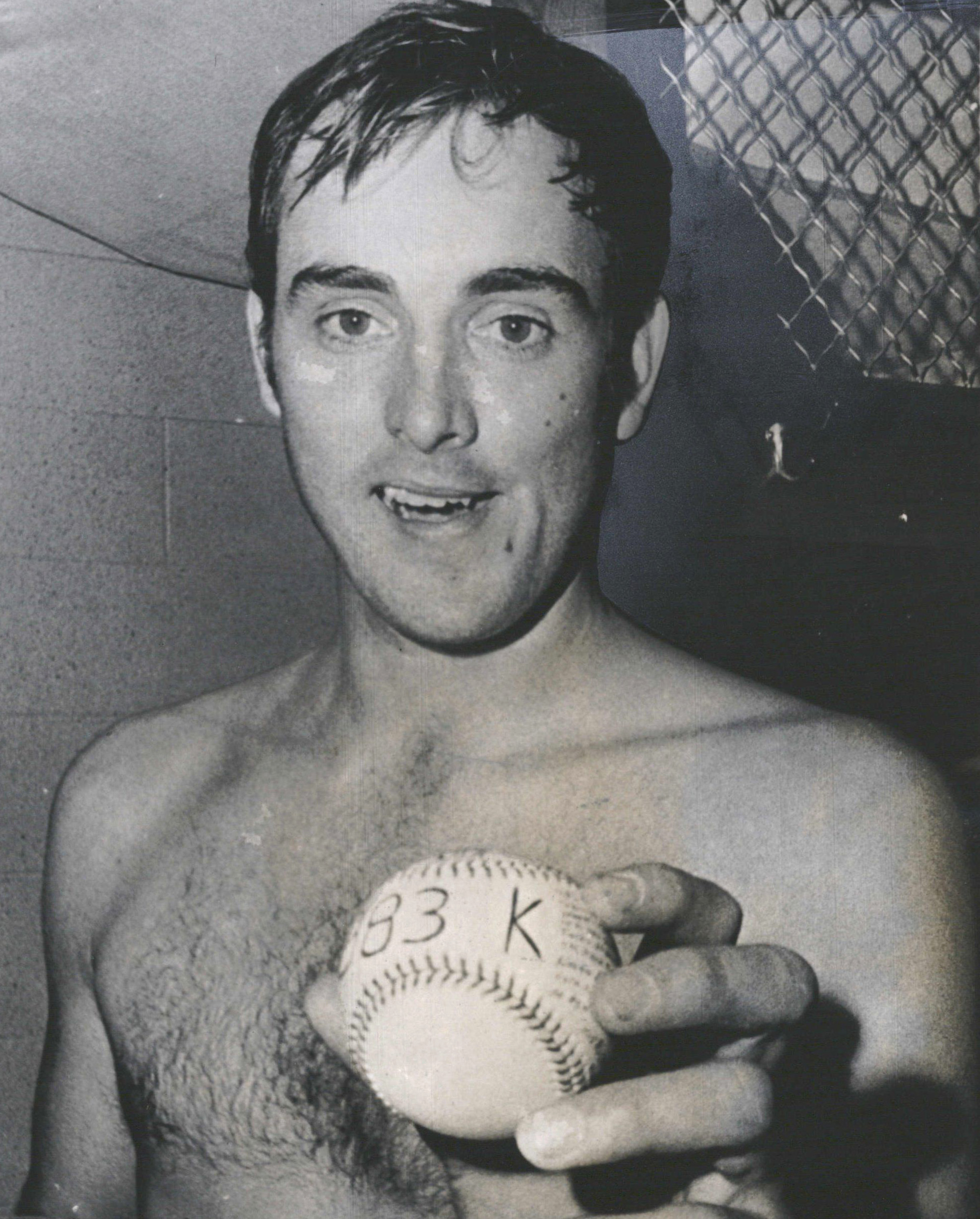
Nolan Ryan en 1973.

### Mets de New York (1966-1971)
Après avoir obtenu son diplôme en 1965 Ryan Nolan signe un contrat professionnel avec les New York Mets.

## Statistiques

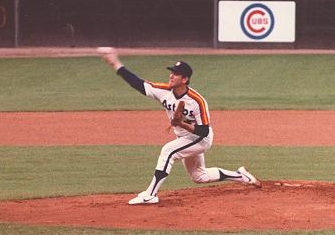
Nolan Ryan en action en 1983 avec les Astros de Houston.

### Bilan
Ryan détient le record pour les plus grands total de match sans point ni coup sûr dans les Ligues majeures (7) et est en égalité avec Bob Feller pour le plus grand total de match avec un seul coup sûr permis (12). Il est classé 14e pour les victoires, mais est classé premier au chapitre des but-sur-balles 2 795 - 962 bases de plus que le total de Steve Carlton. À la fin de sa carrière il a rivalisé avec Carlton pour le plus grand nombre de retraits sur les prises dans une carrière. En 1983 ce fut Ryan qui fut le premier à dépasser le total de Walter Johnson établi en 1927. Mais il fut dépassé par Carlton en 1984 pendant que Ryan était blessé. Le meilleur total de retraits sur des prises a changé 19 fois entre les deux lanceurs jusqu'à 1989 quand Carlton a pris sa retraite. Ryan a continué jusqu'en 1993, enregistrant sa 300e victoire en 1990.
Depuis 1900, Ryan est en tête du classement pour les buts sur balles accordés, les défaites et les mauvais lancers.
- 27 saisons (1er)
- 5714 retraits sur les prises (1er)
- Victoires : 324 (14e)
- Défaites : 292 (3e)
- Manches lancées : 5386,0 (5e)
- Parties commencées pour un lanceur : 773 (2e)
- Buts sur balles : 2795 (1e)
- 384 retraits sur prise sur une saison (1er)
- 7 Matchs sans point ni coup sûr lancés (1er)

## Après sa retraite de joueur

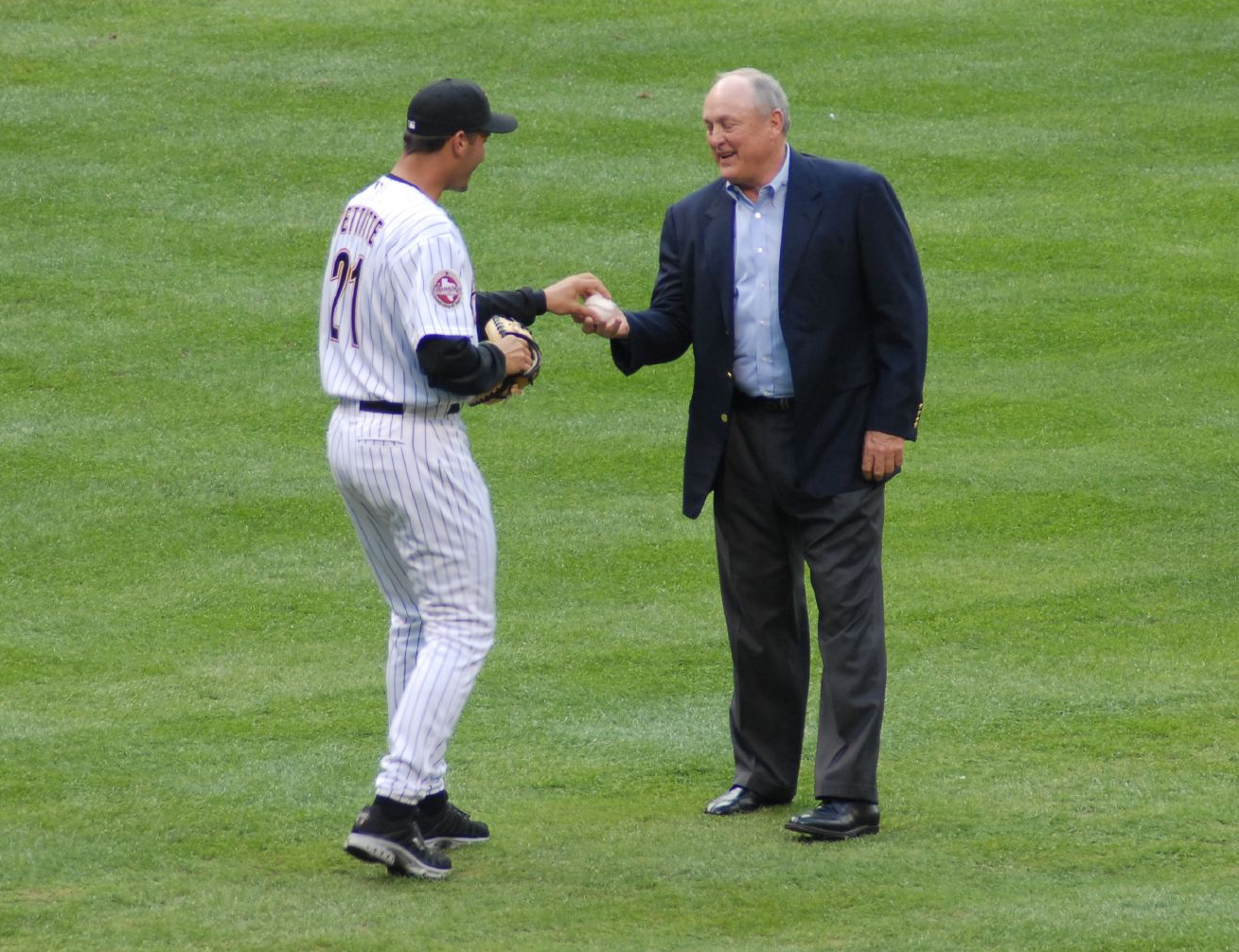
Nolan Ryan (à droite) en 2006.

Nolan Ryan est président des Rangers du Texas à partir de 2008 et, tout en conservant ces fonctions, devient chef de la direction en mars 2011. Il annonce le 17 octobre 2013 qu'il quitte ses fonctions de chef de direction à la fin du mois courant et prend sa retraite.
Il est aussi copropriétaire de la franchise depuis 2010. Ces années sont les meilleures dans l'histoire des Rangers, qui sont au Texas depuis une quarantaine d'années, avec deux premiers titres de la Ligue américaine et deux premières présences, chaque fois malheureuses, en Série mondiale (2010 et 2011).

### Saison régulière
| Années | Club       | Vic. | Déf. | G   | GS  | CG  | SHO | GF | SV | IP     | H    | R    | ER   | HR  | BB   | SO   | HBP | WP  | BFP   | ERA   | WHIP  |
| ------ | ---------- | ---- | ---- | --- | --- | --- | --- | -- | -- | ------ | ---- | ---- | ---- | --- | ---- | ---- | --- | --- | ----- | ----- | ----- |
| 1966   | NYM        | 0    | 1    | 2   | 1   | 0   | 0   | 0  | 0  | 3.0    | 5    | 5    | 5    | 1   | 3    | 6    | 0   | 1   | 17    | 15.00 | 2.667 |
| 1968   | NYM        | 6    | 9    | 21  | 18  | 3   | 0   | 1  | 0  | 134.0  | 93   | 50   | 46   | 12  | 75   | 133  | 4   | 7   | 559   | 3.09  | 1.254 |
| 1969   | NYM        | 6    | 3    | 25  | 10  | 2   | 0   | 4  | 1  | 89.1   | 60   | 38   | 35   | 3   | 53   | 92   | 1   | 1   | 375   | 3.53  | 1.265 |
| 1970   | NYM        | 7    | 11   | 27  | 19  | 5   | 2   | 4  | 1  | 131.2  | 86   | 59   | 50   | 10  | 97   | 125  | 4   | 8   | 570   | 3.42  | 1.390 |
| 1971   | NYM        | 10   | 14   | 30  | 26  | 3   | 0   | 1  | 0  | 152.0  | 125  | 78   | 67   | 8   | 116  | 137  | 15  | 6   | 705   | 3.97  | 1.586 |
| 1972   | CAL        | 19   | 16   | 39  | 39  | 20  | 9   | 0  | 0  | 284.0  | 166  | 80   | 72   | 14  | 157  | 329  | 10  | 18  | 1154  | 2.28  | 1.137 |
| 1973   | CAL        | 21   | 16   | 41  | 39  | 26  | 4   | 2  | 1  | 326.0  | 238  | 113  | 104  | 18  | 162  | 383  | 7   | 15  | 1355  | 2.87  | 1.227 |
| 1974   | CAL        | 22   | 16   | 42  | 41  | 26  | 3   | 1  | 0  | 332.2  | 221  | 127  | 107  | 18  | 202  | 367  | 9   | 9   | 1392  | 2.89  | 1.272 |
| 1975   | CAL        | 14   | 12   | 28  | 28  | 10  | 5   | 0  | 0  | 198.0  | 152  | 90   | 76   | 13  | 132  | 186  | 7   | 12  | 864   | 3.45  | 1.434 |
| 1976   | CAL        | 17   | 18   | 39  | 39  | 21  | 7   | 0  | 0  | 284.1  | 193  | 117  | 106  | 13  | 183  | 327  | 5   | 5   | 1196  | 3.36  | 1.322 |
| 1977   | CAL        | 19   | 16   | 37  | 37  | 22  | 4   | 0  | 0  | 299.0  | 198  | 110  | 92   | 12  | 204  | 341  | 9   | 21  | 1272  | 2.77  | 1.344 |
| 1978   | CAL        | 10   | 13   | 31  | 31  | 14  | 3   | 0  | 0  | 234.2  | 183  | 106  | 97   | 12  | 148  | 260  | 3   | 13  | 1008  | 3.72  | 1.411 |
| 1979   | CAL        | 16   | 14   | 34  | 34  | 17  | 5   | 0  | 0  | 222.2  | 169  | 104  | 89   | 15  | 114  | 223  | 6   | 9   | 937   | 3.60  | 1.271 |
| 1980   | HOU        | 11   | 10   | 35  | 35  | 4   | 2   | 0  | 0  | 233.2  | 205  | 100  | 87   | 10  | 98   | 200  | 3   | 10  | 982   | 3.35  | 1.297 |
| 1981   | HOU        | 11   | 5    | 21  | 21  | 5   | 3   | 0  | 0  | 149.0  | 99   | 34   | 28   | 2   | 68   | 140  | 1   | 16  | 605   | 1.69  | 1.121 |
| 1982   | HOU        | 16   | 12   | 35  | 35  | 10  | 3   | 0  | 0  | 250.1  | 196  | 100  | 88   | 20  | 109  | 245  | 8   | 18  | 1050  | 3.16  | 1.218 |
| 1983   | HOU        | 14   | 9    | 29  | 29  | 5   | 2   | 0  | 0  | 196.1  | 134  | 74   | 65   | 9   | 101  | 183  | 4   | 5   | 804   | 2.98  | 1.197 |
| 1984   | HOU        | 12   | 11   | 30  | 30  | 5   | 2   | 0  | 0  | 183.2  | 143  | 78   | 62   | 12  | 69   | 197  | 4   | 6   | 760   | 3.04  | 1.154 |
| 1985   | HOU        | 10   | 12   | 35  | 35  | 4   | 0   | 0  | 0  | 232.0  | 205  | 108  | 98   | 12  | 95   | 209  | 9   | 14  | 983   | 3.80  | 1.293 |
| 1986   | HOU        | 12   | 8    | 30  | 30  | 1   | 0   | 0  | 0  | 178.0  | 119  | 72   | 66   | 14  | 82   | 194  | 4   | 15  | 729   | 3.34  | 1.129 |
| 1987   | HOU        | 8    | 16   | 34  | 34  | 0   | 0   | 0  | 0  | 211.2  | 154  | 75   | 65   | 14  | 87   | 270  | 4   | 10  | 873   | 2.76  | 1.139 |
| 1988   | HOU        | 12   | 11   | 33  | 33  | 4   | 1   | 0  | 0  | 220.0  | 186  | 98   | 86   | 18  | 87   | 228  | 7   | 10  | 930   | 3.52  | 1.241 |
| 1989   | TEX        | 16   | 10   | 32  | 32  | 6   | 2   | 0  | 0  | 239.1  | 162  | 96   | 85   | 17  | 98   | 301  | 9   | 19  | 988   | 3.20  | 1.086 |
| 1990   | TEX        | 13   | 9    | 30  | 30  | 5   | 2   | 0  | 0  | 204.0  | 137  | 86   | 78   | 18  | 74   | 232  | 7   | 9   | 818   | 3.44  | 1.034 |
| 1991   | TEX        | 12   | 6    | 27  | 27  | 2   | 2   | 0  | 0  | 173.0  | 102  | 58   | 56   | 12  | 72   | 203  | 5   | 8   | 683   | 2.91  | 1.006 |
| 1992   | TEX        | 5    | 9    | 27  | 27  | 2   | 0   | 0  | 0  | 157.1  | 138  | 75   | 65   | 9   | 69   | 157  | 12  | 9   | 675   | 3.72  | 1.316 |
| 1993   | TEX        | 5    | 5    | 13  | 13  | 0   | 0   | 0  | 0  | 66.1   | 54   | 47   | 36   | 5   | 40   | 46   | 1   | 3   | 291   | 4.88  | 1.417 |
| Totaux | 27 saisons | 324  | 292  | 807 | 773 | 222 | 61  | 13 | 3  | 5386.0 | 3923 | 2178 | 1911 | 321 | 2795 | 5714 | 158 | 277 | 22575 | 3.19  | 1.247 |